# 일 플로탕트
일 플로탕트(프랑스어: îles flottantes) 또는 외 아라네주(프랑스어: œufs à la neige)는 프랑스의 후식이다. 크렘 앙글레즈에 머랭을 띄워 만든다. 오븐에서 뱅마리(중탕냄비)에 익힌 큰 머랭을 쓴 것을 "일 플로탕트", 가스 스토브에서 익힌 작은 머랭을 쓴 것을 "외 아라네주"로 구분해 부르기도 한다.

## 이름
프랑스어 "일 플로탕트(îles flottantes)"는 "섬"을 뜻하는 "일(îles)"과 "(물 등에) 뜬"이라는 뜻인 "플로탕트(flottantes)"를 합한 말로, "(물 등에) 뜬 섬"을 뜻한다. 영어권 등에서 "플로팅 아일랜드(floating island)"라는 번역어로 알려져 있기도 하다. 프랑스어 "외 아라네주(œufs à la neige)"는 "알"을 뜻하는 "외(œufs)"와 전치사 "아(à)", 정관사 "라(la)" 및 "눈"을 뜻하는 "네주(neige)"를 합한 말로, "눈 속의 알"이라는 뜻이다.